# Bischofsheim (Hesse)
Bischofsheim é um município da Alemanha, situado no distrito de Groß-Gerau, no estado de Hesse. Tem 9,03 km² de área, e sua população em 2019 foi estimada em 13.160 habitantes.